# フランス映画社
株式会社フランス映画社（フランスえいがしゃ）は、かつて存在した日本の映画配給会社。社長は柴田駿、副社長は妻の川喜多和子（川喜多長政長女）。

2014年11月7日に東京地裁へ自己破産を申請、同月12日に破産手続き開始が決定し倒産。負債総額は3800万円だった。

## 沿革
1968年に設立される。大島渚監督作品の輸出などを経て、1976年に立ち上げたBOW（Best Of the Worldの略）シリーズを通じて、テオ・アンゲロプロス、ビクトル・エリセ、ジム・ジャームッシュといった監督たちの作品を日本に紹介する。輸入した作品は160本以上に及ぶ。また、日本人監督作品の海外配給も手がけた。
BOWシリーズは、日本では無名の監督や大手配給会社が手を出さない名作、日本未公開の古典など隠れた傑作を紹介するシリーズで、初上映はフランス映画の「新学期・操行ゼロ」と「恐るべき子供たち」に決めたが、一般受けする作品でないため上映館が見つからず、演劇用の三百人劇場で公開したところ大入りとなった。以降、「旅芸人の記録」「ミツバチのささやき」「ストレンジャー・ザン・パラダイス」「ベルリン・天使の詩」などのヒットにより、無名に近い海外の才能豊かな監督たちの名を広め、大手とは一線を画した単館ロードショーの上映スタイルを定着させた。
BOWシリーズの30周年を迎えた2006年には、BOW30映画祭が日比谷シャンテシネにて開催された。フランス映画社は1987年開館のシャンテシネ1のオープニング作品『グッドモーニング・バビロン!』をはじめ、多くの作品を配給し、当時のミニシアターブームの一翼を担った。
一時は約7億円の年売上高を計上していたが、業績の低迷によって約1億円となり、事業規模を縮小。2014年11月7日に自己破産を申請し、12日に東京地方裁判所から破産手続開始の決定を受けた。